# Katthem

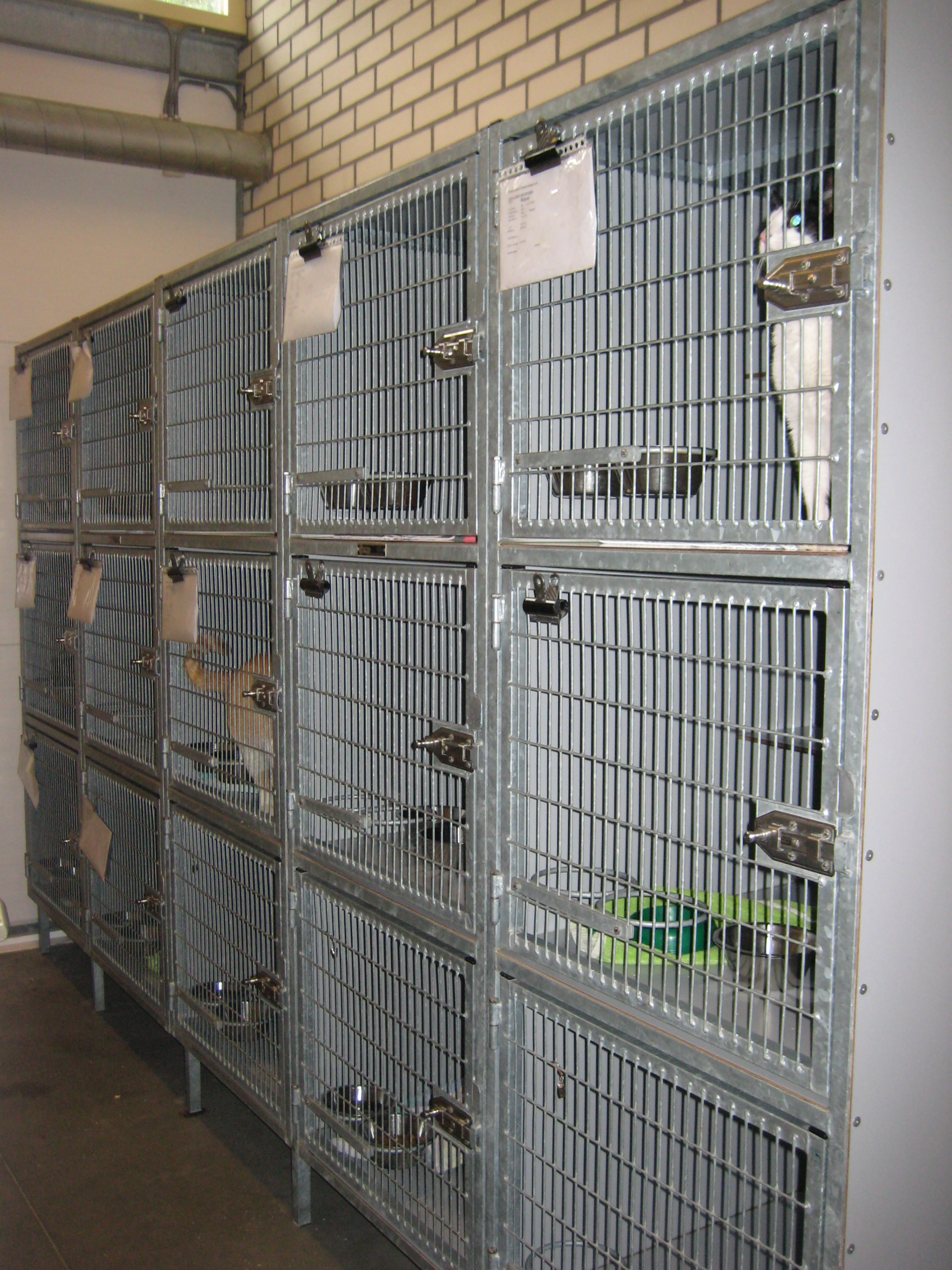
Karantänavdelning på ett katthem

Ett katthem är en verksamhet som tar hand om hemlösa, övergivna, oönskade och förvildade tamkatter. De flesta katthem drivs av ideella organisationer och finansieras via donationer och andra bidrag samt med ideellt arbete.
Syftet med att överföra hemlösa katter till ett katthem är att i möjligaste mån undvika avlivning av friska djur utan istället förmedla katterna till nya ägare.